# 미네야마번 (단고국)
미네야마번(일본어: 峰山藩 みねやまはん[*])은 단고국 나카군 미네야마 (현 교탄고시 미네야마정 요시하라)에 존재했던 번이다. 작은 번이라고 하지만, 센고쿠 다이묘 쿄고쿠 타카토모가 세키가하라 전투에서의 전공으로 얻은 단고 일국 영토의 일부를 이어받아 생긴 번이다.

## 번의 역사
초대 번주인 쿄고쿠 타카미치는 쿠츠키 노부츠나의 차남으로 태어났으나, 외삼촌인 쿄고쿠 타카토모의 데릴사위가 되었다. 단고국주였던 타카토모는 자신의 유령을 친자 2명과 타카미치에게 3등분하여 주고, 타카미치에게는 미네야마 지방의 1만 석을 상속이 되었다. 이로써 원래 도쿠가와 히데타다로부터 배령받은 3천 석과 합하여 1만 3천 석의 다이묘가 되었으며, 1616년, 단고 미네야마에 진야를 건설하고 입번하였다.
종가인 미야즈번의 쿄고쿠가는 곡 개역이 되어, 타나베번 (마이즈루번)의 쿄고쿠가도 타지마 토요오카로 전봉되었기 때문에, 단고에는 미네야마번만 남게 되었다.
에도 중기의 교호 연간, 제 5대 번주 타카나가 시대에, 미네야마에 살고 있던 비단가게 사헤이지(絹屋佐平治)가 니시진에서 배운 치리멘 기법을 바탕으로 시행착오 끝에 만들어낸 단고 치리멘은 번의 주요 특산품으로 재정을 윤택하게 했다.
제 6대 번주 타카히사는 와카도시요리가 되었다. 이 타카히사는 이케가미 쇼타로의 소설 『오니헤이한카쵸(鬼平犯科帳)』에서 오니헤이 즉 하세가와 노부타메의 좋은 이해자로 등장하는 인물로도 유명하다.
막부 말기의 번주였던 제 11대 번주 타카토미는, 보신 전쟁 때 와카도시요리 시절의 책임을 추궁받았으나, 양자인 타카노부 (후의 제 12대 번주)가 재빨리 조정에 사과하면서 용서를 받았다.

## 역대 번주

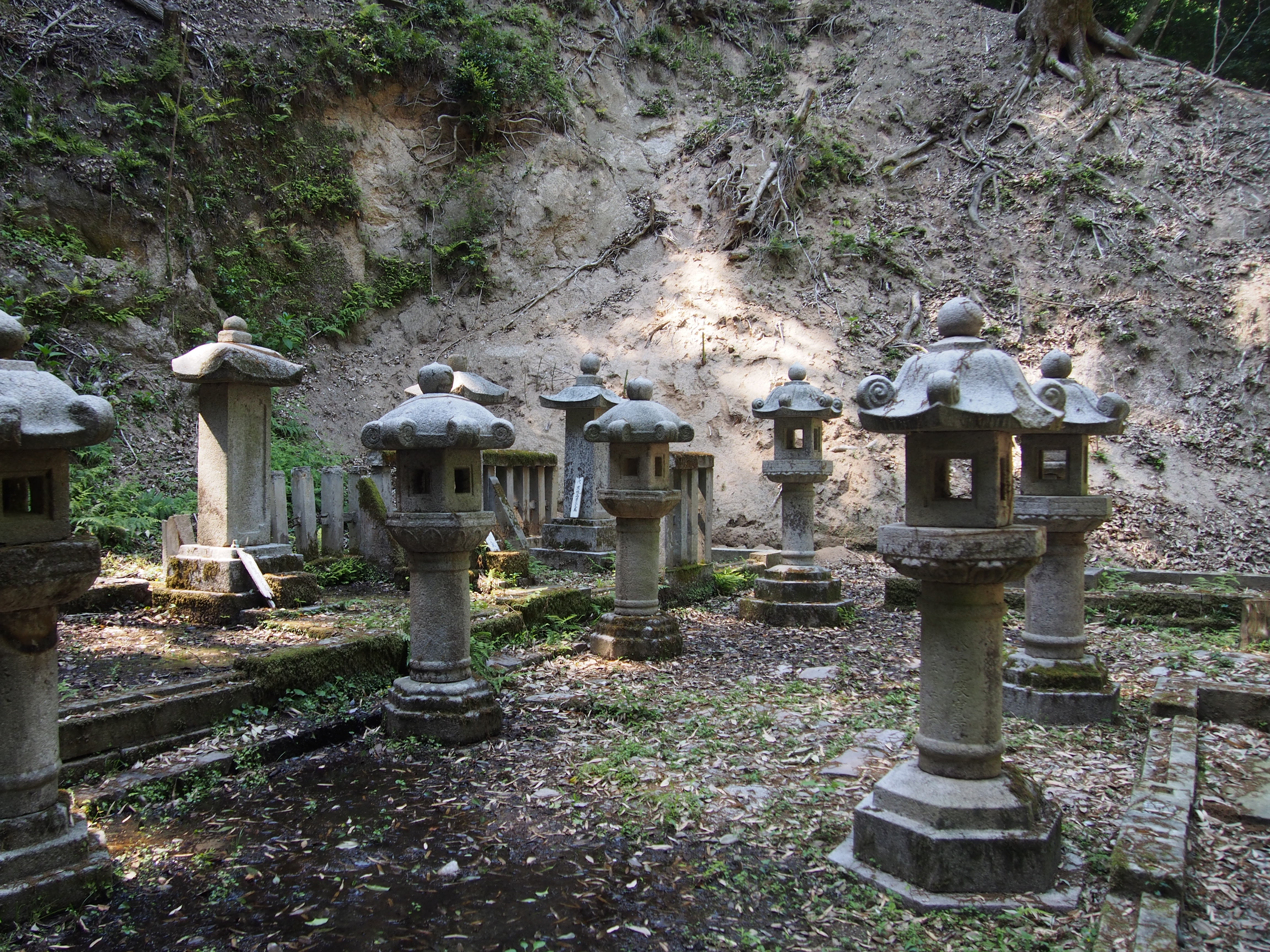
쿄고쿠가 묘소 (죠류지 : 교토부 교탄고시 미네야마정)

### 쿄고쿠가
토자마 1만 3000석
1. 쿄고쿠 타카미치 - 종5위하, 슈젠노카미(主膳正).
2. 쿄고쿠 타카토모 - 종5위하. 슈젠노카미.
3. 쿄고쿠 타카아키 - 종5위하. 하야히토노카미(隼人正). 빈고노카미(備後守). 슈젠노카미.
4. 쿄고쿠 타카유키 - 종5위하. 슈젠노카미.
5. 쿄고쿠 타카나가 - 종5위하. 빈고노카미. 슈젠노카미.
6. 쿄고쿠 타카히사 - 종5위하. 비젠노카미(備前守). 와카도시요리(若年寄).
7. 쿄고쿠 타카마사 - 종5위하. 스오노카미(周防守). 와카도시요리.
8. 쿄고쿠 타카마스 - 종5위하.비젠노카미.
9. 쿄고쿠 타카츠네 - 관위 불명
10. 쿄고쿠 타카카게 - 종5위하. 우콘노죠(右近将監).
11. 쿄고쿠 타카토미 - 종5위하. 빗츄노카미(備中守).
12. 쿄고쿠 타카노부 - 종5위하. 빗츄노카미.

## 미네야마성 조카마치

### 진야
센고쿠 시대, 당시 단고노슈고였었던 잇시키씨에 의한 오쿠단고 3군의 지배거점이 되었던 요시하라 산성은 후에 입국한 호소카와씨에게 계승되어 미네야마번 번주 쿄고쿠씨는 요시하라 산성이 있던 곤겐야마 기슭에 진야를 쌓아 지배의 거점으로 삼았다. 혼마루, 니노마루가 늘어선 산정 부근은 360도 전망이 가능하며, 나카군 평야에서 타케노군의 해안선까지 조망할 수 있다. 미네야마번은 메이지 초년 폐번치현까지 쿄고쿠씨가 번주였기 때문에, 계속 메이지 초기까지 죠카마치로서 존속하였다.

### 죠카마치
호레키 3년 (1753년)에는 부단마치, 요코마치, 카미마치, 나카마치, 시타마치, 야부쵸, 다마치, 테라사키쵸, 후루덴쵸의 11개 마을이 있어, 진야 주변에서 카미마치까지 무가 저택이 늘어서 있다. 사쿠라오 공원의 산기슭에 진야 방어를 위해 열쇠 모양으로 길을 구부리는 등의 궁리를 볼 수 있다.

## 막부 말기의 영지
- 단고국
  - 나카군 중 - 19개 마을
- 코즈케국
  - 야마다군 중 - 2개 마을（岩鼻県に編入）
- 히타치국
  - 마카베군 중 - 3개 마을
- 시모사국
  - 사시마군 중 - 1개 마을
- 오우미국
  - 가모군 중 - 1개 마을

메이지 유신 후, 마카베군 1개 마을 (구 하타모토령)이 추가된 것 외에, 같은 군 1개 마을 (하타모토령과 상급)의 전역을 본번령으로 했다.

## 미네야마현
미네야마현 (峰山県)은 폐번치현에 의해 1871년 (메이지 4년)에 설치된 현이다. 같은 해 10월에 토요오카현에 통합되어 소멸되었다. 현역(県域)은 현재의 교탄고시의 일부에 설치되어 있었다.

### 연혁
- 1871년 (메이지 4년) 7월 14일 : 폐번치현에 의해 미네야마번 (1.1만 석)이 미네야마현으로 발족
- 1871년 (메이지 4년) 11월 22일 : 토요오카현에 통합
- 1876년 (메이지 9년) 8월 22일 : 토요오카현 폐지에 의해 교토부에 합병

## 같이 보기
- 미네야마 진야 터의 팽나무